# 29199 Himeji
29199 Himeji este un asteroid din centura principală de asteroizi.

## Descriere
29199 Himeji este un asteroid din centura principală de asteroizi. A fost descoperit pe 17 martie 1991 la Geisei de Tsutomu Seki. Asteroidul prezintă o orbită caracterizată de o semiaxă mare de 2,55 ua, o excentricitate de 0,05 și o înclinație de 13,7° în raport cu ecliptica.